# 卡拉奇 (沃羅涅日州)
50°26′N 41°00′E / 50.433°N 41.000°E
卡拉奇（俄语：Кала́ч）是俄羅斯沃羅涅日州東南部的一個城市，位於州首府沃羅涅日以南294公里。2002年人口20,950人。
1716年建立，1945年設市。